# بریتن-نورمن دیفندر
بریتن-نورمن دیفندر (به انگلیسی: Britten-Norman Defender) یک هواگرد، دو موتوره سبک چندمنظوره است که ساخت شرکت بریتانیایی بریتن-نورمن است. این هواپیما نسخه نظامی هواپیمای بریتن-نورمن آیلندر است.